# Deflatie (economie)

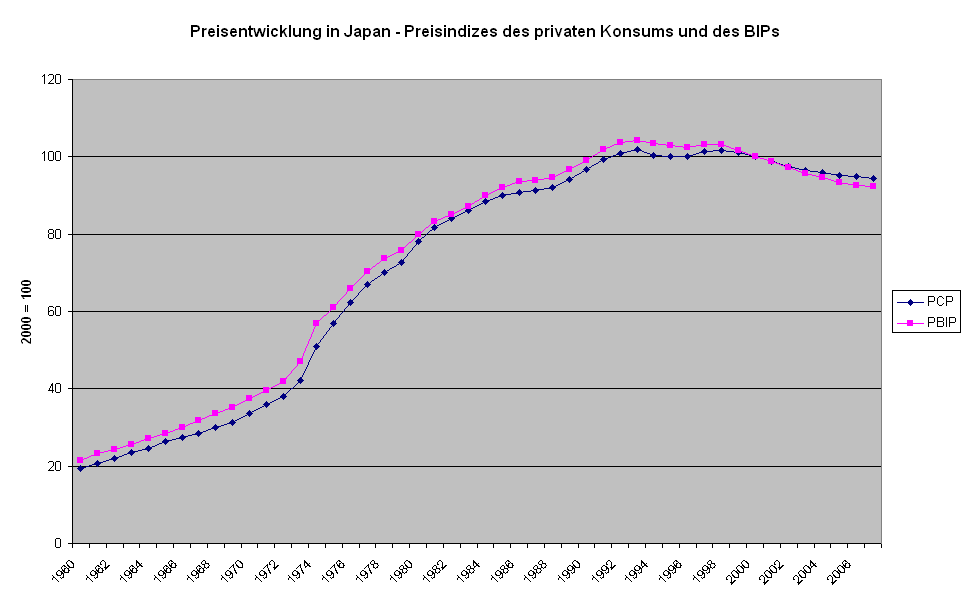
Ontwikkeling van de prijsindexen in Japan, 1980-2008. Vanaf 1993 trad deflatie op; de daaropvolgende periode geldt als een 'verloren decennium' voor de Japanse economie.

Een deflatie is een waardevermeerdering van het geld en gaat gepaard met een algemene prijsdaling van goederen en diensten in een markteconomie. Bij een langdurige deflatie wordt een volle winkelkar elke dag goedkoper ten opzichte van de dag voordien. Hierdoor wordt het geld in de loop van de tijd meer waard en stijgt de koopkracht. Het nadeel is dat dit op termijn kan leiden tot het uitstellen van bestedingen in de hoop later minder voor te hoeven te betalen. Hierdoor dreigt de economie stil te vallen.
Het heropleven van de inflatie gebeurt via reflatie van de economie. Hiervoor worden economische politieke instrumenten ingezet zoals geldschepping, vermindering van belastingen en het dalen van rentevoeten.
Het monetaire beleid van de Europese Centrale Bank (ECB) en nationale centrale banken hebben de taak zich te richten op het handhaven van de prijsstabiliteit om deflatie te voorkomen. Het meten wordt uitgedrukt in een percentage via het inflatiecijfer. Er wordt gestreefd naar de inflatiepercentage van 2% op een middellange termijn. Deflatie is het tegenovergestelde van inflatie en wordt soms ook negatieve inflatie genoemd.
Bij een recessie of een tijdelijke terugval van het inflatiecijfer kan de koopkrachtverhoging wel een positieve effect ondervinden op de consumptie.

## Negatieve spiraal
Het lijkt dat dit een gunstig effect op de economie zou moeten hebben, maar deflatie kan zeer schadelijk voor de economie zijn, omdat consumenten hun bestedingen zullen uitstellen: over een jaar kunnen zij immers meer kopen voor dezelfde hoeveelheid geld. De bedrijven zullen nu hun prijzen nog meer moeten verlagen om hun klanten te behouden. Hiermee is de indruk van de consument bevestigd: wachten loont. Ze zullen hierdoor nog langer wachten op nog lagere prijzen: een negatieve spiraal is geboren. Gevolg hiervan is echter dat de omzet van bedrijven verder terugloopt, waardoor zij in de problemen kunnen komen. 

## Effecten
Een ander effect van deflatie is dat de reële rente stijgt: de schulden moeten immers nominaal afgelost worden, dus met een geldbedrag dat door de deflatie reëel meer waard is geworden dan op het moment dat de schuld werd aangegaan. Aangezien de nominale rentestand niet lager kan worden dan nul, is er een absolute grens voor het stimuleren van investeringen door verlaging van de rentestand en kan het rente-effect van oplopende deflatie niet onbeperkt worden gecompenseerd.
Om deze reden wordt meestal geprobeerd deflatie te voorkomen. De instantie (regering of centrale bank) die het uitgeven van geld beheert, en daarmee het monetair beleid voert, streeft veelal naar het handhaven van een lage inflatie, het tegengestelde van deflatie. Het grootste risico wordt gelopen wanneer de rente al laag is: de oplopende besparingen door bestedingsuitstel kunnen dan niet tot een nog lagere rentestand leiden, het normale evenwichtsmechanisme.
Deflatie is minder zeldzaam dan algemeen wordt aangenomen. De Britse econoom Roger Bootle schreef hierover het boek “The Death of Inflation” (1997, ISBN 1-85788-148-6). Hij heeft de prijsontwikkeling in Groot-Brittannië onderzocht vanaf 1264 en concludeert dat 97% van alle Britse inflatie in de onderzochte periode heeft plaatsgevonden sinds 1940. Inflatie is volgens hem de uitzondering die de regel bevestigt.